# Vardarský region
Vardarský region (makedonsky Вардарски регион, Vardarski region) je jedním z osmi statistických regionů v Severní Makedonii. V roce 2021 zde žilo 138 722 obyvatel. Největším sídlem regionu je město Veles.

## Poloha, popis
Rozkládá se ve střední části státu a jeho rozloha je 4 042 km². Sousedními regiony jsou Skopský na severu, Východní na severovýchodě, Jihovýchodní na východě, Pelagonský na západě a Jihozápadní na severozápadě. Na jihu hraničí s Řeckem.
Region sestává celkem z 9 opštin:
| Opština      | Obyvatel (rok 2021) | Správní centrum | Rozloha km² |
| ------------ | ------------------- | --------------- | ----------- |
| Čaška        | 7 942               | Čaška           | 819,45      |
| Demir Kapija | 3 777               | Demir Kapija    | 311,06      |
| Gradsko      | 3 233               | Gradsko         | 236,19      |
| Kavadarci    | 35 733              | Kavadarci       | 992,44      |
| Lozovo       | 2 264               | Lozovo          | 166,32      |
| Negotino     | 18 194              | Negotino        | 426,46      |
| Rosoman      | 3 796               | Rosoman         | 132,9       |
| Sveti Nikole | 15 320              | Sveti Nikole    | 482,89      |
| Veles        | 48 463              | Veles           | 427,45      |

## Města
Ve Vardarském regionu jsou tato města s počtem obyvatel vyšším než 10 000:
| Město        | Obyvatel |
| ------------ | -------- |
| Veles        | 43 716   |
| Kavadarci    | 29 188   |
| Sveti Nikole | 13 746   |
| Negotino     | 13 284   |

Počet obyvatel dle stavu v roce 2002.

## Doprava
Regionem prochází zhruba od severu na jihovýchod balkánská dálnice A1/E 75. Vede od hlavního města Skopje přes Veles, Negotino a Demir Kapija do Gevgeliji a do Řecka. Ve Velesu odbočuje na východ hlavní silnice č. 3, která se zhruba po 20 km napojuje na hlavní silnici č. 4. Ta směřuje ze Sveti Nikole do Štipu. U vesnice Gradsko z A1/E 75 odbočuje směrem na jih hlavní silnice č. 1, která vede do města Prilep.